# Weinmannia parviflora
Weinmannia parviflora är en tvåhjärtbladig växtart som beskrevs av Forst. f.. Weinmannia parviflora ingår i släktet Weinmannia och familjen Cunoniaceae. Inga underarter finns listade i Catalogue of Life.